# Balanites wilsoniana
Balanites wilsoniana là một loài thực vật có hoa trong họ Zygophyllaceae. Loài này được Dawe & Sprague miêu tả khoa học đầu tiên năm 1906.